# Helena von Zweigbergk

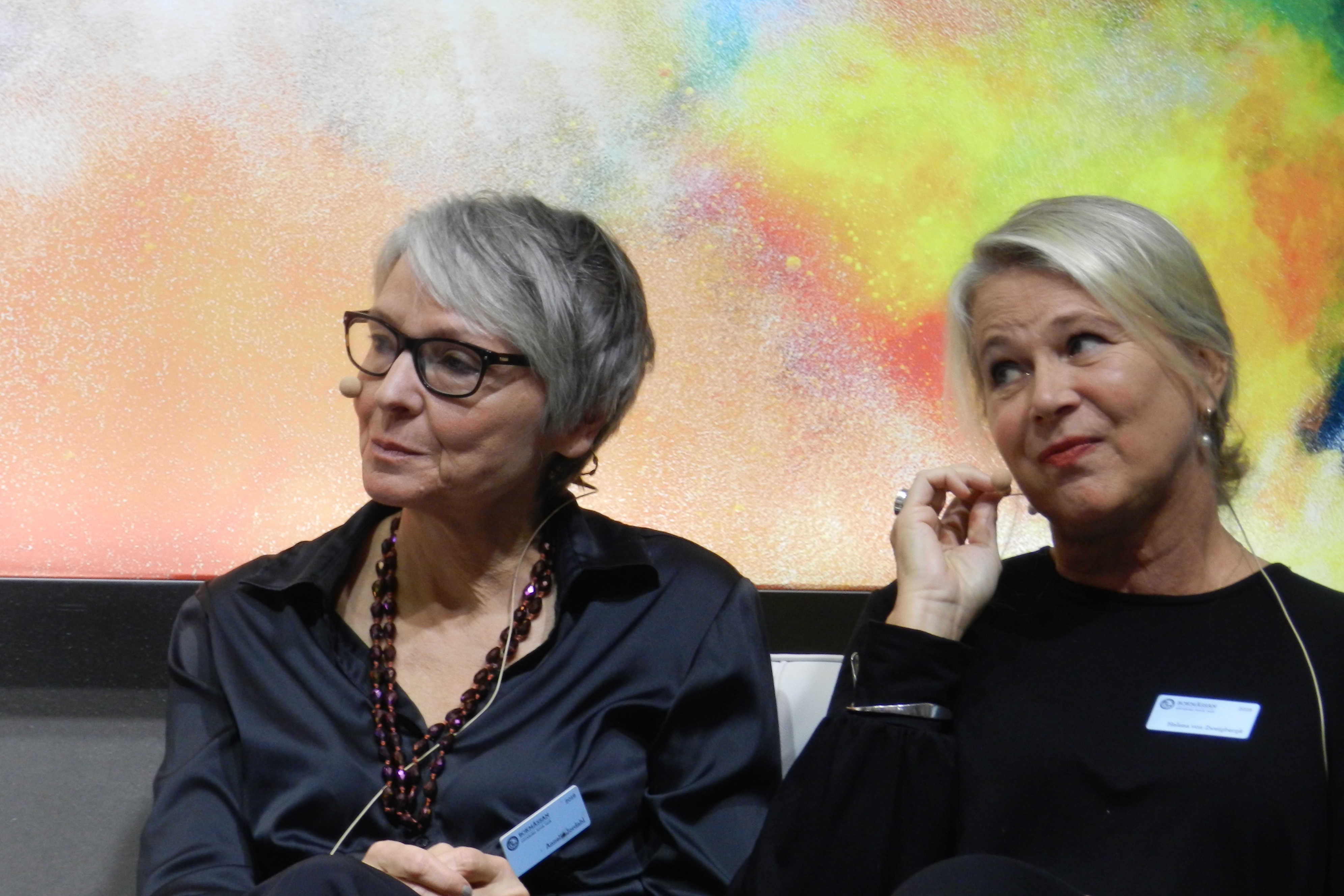
Helena von Zweigbergk tillsammans med Anneli Jordahl på Bokmässan i Göteborg 2019.

Helena Johanna von Zweigbergk, född 18 februari 1959 i Stockholm, är en svensk journalist, författare och filmrecensent. Hon är bland annat känd från radioprogrammet Spanarna och SVT:s Filmkrönikan samt för ett antal kriminalromaner med fängelseprästen Ingrid Carlberg. År 2014 vann hon tävlingsprogrammet På spåret. von Zweigbergk är programledare för radioprogrammet Oförnuft och känsla.
Under 2021 och 2022 var hon en av de tävlande i SVT:s frågesportprogram Kulturfrågan Kontrapunkt.

## Biografi
Helena von Zweigbergk är dotter till chefredaktören Jurgen von Zweigbergk och småskolläraren Maud Hallberg. Hon medverkar regelbundet i radioprogrammet Spanarna och har deltagit i TV-programmet Filmkrönikan. Det senare var hon programledare för hösten 2006 till och med hösten 2007. Helena von Zweigbergk har recenserat film i tidningar som Dagens Nyheter och Amelia, men har även författat barnböcker och deckare samt en reportagebok tillsammans med Cecilia Bodström om prostitution, Priset man betalar för att slippa kärlek (1994). Hennes kriminalromaner har fängelseprästen Ingrid Carlberg som huvudperson. 2014 vann hon TV-programmet På spåret tillsammans med sin Spanarna-kollega Göran Everdahl. Laget var med även 2015 och gick till kvartsfinal. 
Helena von Zweigbergk är bosatt på Södermalm i Stockholm och har varit gift med författaren och skribenten Bengt Ohlsson sedan 2007. År 2018 ansökte paret om skilsmässa. von Zweigbergk har två barn. Hon är syster till författaren Charlotta von Zweigbergk och halvsyster till politikern Amelie von Zweigbergk.